# Gujarat Hybrid Renewable Energy Park
Der Gujarat Hybrid Renewable Energy Park oder Khavda Solar Park ist ein im Bau befindliches Kraftwerk für erneuerbare Energien in der Nähe des Dorfes Vighakot im Distrikt Kachchh in Gujarat, Indien. Es befindet sich in der Nähe der Grenze zu Pakistan. Mit einer Leistung von 30 Gigawatt Elektrizität durch Sonnenkollektoren und Windturbinen nach Fertigstellung soll das hybride Energiesystem zum größten Kraftwerk der Welt ausgebaut werden und 16 Millionen Haushalte mit Strom versorgen können. Der Park hat eine Größe von 72.600 Hektar, was der Fläche von Singapur entspricht. Verwirklicht wird das Projekt hauptsächlich von Adani Green Energy, einer Tochtergesellschaft der Adani Group. Es wird erwartet, dass der Park 100.000 Arbeitsplätze schafft und Investitionen in Höhe von knapp 18 Milliarden US-Dollar anzieht. Außerdem sollen durch den Bau jedes Jahr 5 Mio. Tonnen CO²-Emissionen eingespart werden.

## Geschichte
Der Vorschlag für den Park wurde von der Regierung von Gujarat am 9. September 2020 genehmigt, wobei 60.000 Hektar Land zugewiesen wurden. In dem Vorschlag war von einer Gesamtleistung von 41,5 Gigawatt die Rede. Der Grundstein für das Projekt wurde am 15. Dezember 2020 vom indischen Premierminister Narendra Modi gelegt. Die erste 250-MW-Windkraftanlage ging im Juli 2024 ans Netz.
Der Park soll bis Dezember 2024 die Hälfte seiner Gesamtleistung erreichen und bis Dezember 2026 fertiggestellt sein. Bis 2030 sollen 26 Gigawatt an Solarmodulen und 4 Gigawatt an Windturbinen stehen.

## Projekt
Nach seiner Fertigstellung wird der Park 30 Gigawatt Strom aus Sonnenkollektoren und Windturbinen erzeugen. Er wird sich über eine Fläche von 72.600 Hektar Brachland erstrecken. Bei Fertigstellung würde es unabhängig von der Energieform das größte Kraftwerk der Welt werden. Bei dem Hybridprojekt soll morgens und mittags Solarenergie bei Sonnenschein erzeugt werden, während gegen Abend Windenergie erzeugt wird. Die Regierung plant außerdem die Installation von 14 GWh netzbasierten Batteriespeichersystemen. Die Power Grid Corporation of India wird die Stromübertragung sicherstellen. Das Energieministerium hat für den Bau der Übertragungsinfrastruktur für 2,2 Mrd. US-Dollar zugesichert.
| Zone                         | Land (in Hektar) | Entwickler                                                          | Land (in Hektar) | Leistung (in MW) |
| ---------------------------- | ---------------- | ------------------------------------------------------------------- | ---------------- | ---------------- |
| Hybrid wind-solar power zone | 49.600           | Adani Green Energy (AGEL)                                           | 19.000           | 9.500            |
| Hybrid wind-solar power zone | 49.600           | Sarjan Realities                                                    | 9.500            | 4.750            |
| Hybrid wind-solar power zone | 49.600           | NTPC                                                                | 9.500            | 4.750            |
| Hybrid wind-solar power zone | 49.600           | Gujarat Industries Power Company (GIPCL)                            | 4.750            | 2.375            |
| Hybrid wind-solar power zone | 49.600           | Gujarat State Electricity Corporation                               | 6.650            | 3.325            |
| Wind power zone              | 23.000           | Solar Energy Corporation of India wird Ausschreibungen veranstalten | 23.000           | 11.500           |